# March Past of Cameron Highlanders
March Past of Cameron Highlanders è un cortometraggio muto del 1903. Il nome del regista non viene riportato nei credit del film né vi appare quello di un operatore.
Il primo battaglione dei Cameron Highlanders, dopo aver combattuto dal 1900 al 1902 nella seconda guerra boera, venne rimpatriato.

## Produzione
Il film fu prodotto dalla Hepworth e venne girato in Scozia.

## Distribuzione
Distribuito dalla Hepworth, il documentario - un cortometraggio della lunghezza di 23 metri - presumibilmente uscì nelle sale cinematografiche britanniche nel 1903.
Non si hanno altre notizie del film che si ritiene perduto, forse distrutto nel 1924 quando il produttore Cecil M. Hepworth, ormai fallito, cercò di recuperare l'argento del nitrato fondendo le pellicole.